# Napkor
Napkor är en ort i Ungern.   Den ligger i provinsen Szabolcs-Szatmár-Bereg, i den nordöstra delen av landet, 220 km öster om huvudstaden Budapest. Napkor ligger 118 meter över havet och antalet invånare är 3 786.
Terrängen runt Napkor är mycket platt. Runt Napkor är det ganska tätbefolkat, med 70 invånare per kvadratkilometer. Närmaste större samhälle är Nyíregyháza, 11,4 km väster om Napkor. Trakten runt Napkor består till största delen av jordbruksmark.